# Torraccio della Cecchina
Il Torraccio della Cecchina è un sepolcro romano, costruito nel II secolo d.C., che si trova al chilometro 9,200 di via Nomentana a Roma.

## Etimologia
Il torraccio prende il nome dalla tenuta sita nella zona di via Nomentana presso la torre stessa di proprietà della famiglia Cecchini. Altri vogliono che il nome derivi dalla famiglia stessa dei Cecchini.
La torre è conosciuta anche come sepolcro di Spuntapietra o Spuntapiedi.

## Storia
In epoca medievale fu utilizzata come torre da guardia.

## Descrizione

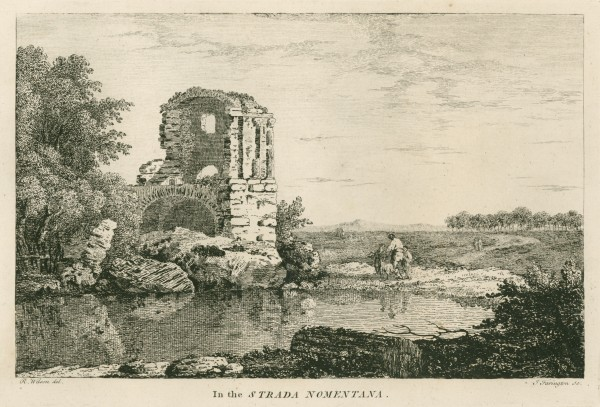
In the strada Nomentana, illustrazione di Richard Wilson (1713–1782).

La tomba è a pianta pressoché quadrata (m 5,50 x 5,80) in laterizio. All'interno vi sono due camere secondo la moda del II secolo d.C.. La stanza al piano inferiore è un vestibolo con soffitto a volta a botte e con due finestre a strombatura.
La stanza del secondo livello era destinata al culto dei morti. Vi si accedeva da una scala, di cui rimangono delle tracce, sita posteriormente alla tomba. Il sarcofago è in mattoni di due colori. Ogni lato, tranne che il lato di nord-est semicircolare, si vedono delle nicchie dove si potevano porre i defunti.
La facciata è in mattoni rossi che si contrappongono ai mattoni gialli degli angoli e della trabeazione.
Inoltre vi è un vano ipogeo, illuminato da due finestre, a cui si accede dal vestibolo, con tre arcosoli  .
La trabeazione, il frontone e l'iscrizione dedicatoria, verosimilmente sita tra le due finestre strombate, sono andate irrimediabilmente perse.
Viene ipotizzato un tetto a doppio spiovente posto sull'estradosso di una volta a vela con dei vuoti anulari per rendere la struttura più leggera, su questi ultimi sarebbero state poste delle tegole disposte alla cappuccina, ma si tratta di ipotesi dato che il tetto è crollato.
Il torraccio è da considerarsi un sepolcro a tempio.

## Collegamenti

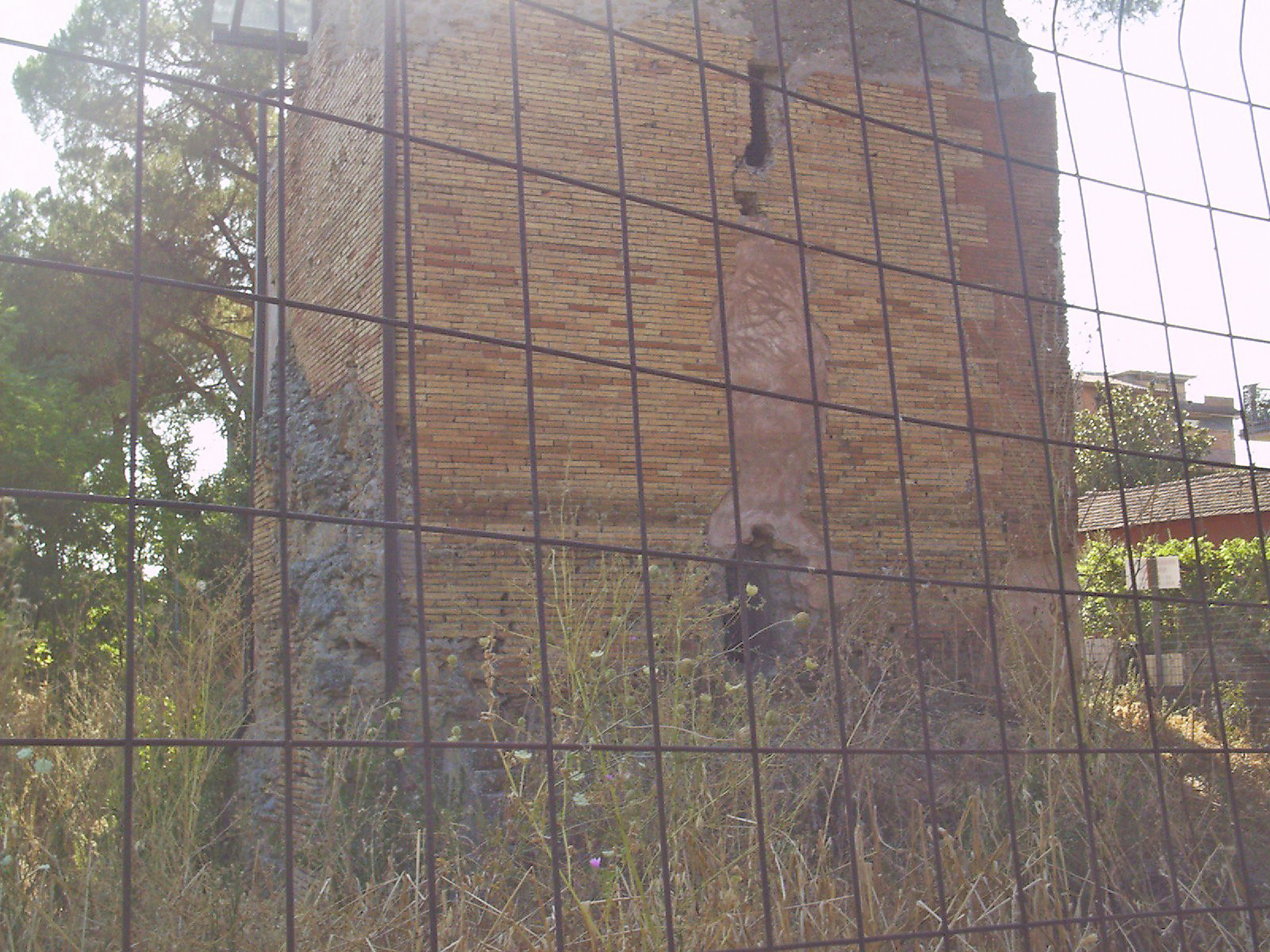
Veduta della torraccia da Via Nomentana